# Попина (Брестская область)
Попина (бел. Папіна) — деревня в Дрогичинском районе Брестской области Белоруссии. Входит в состав Попинского сельсовета.

## География
Деревня находится в южной части Брестской области, при автодороге Н-632, на расстоянии приблизительно 5 километров (по прямой) к югу от города Дрогичина, административного центра района. Площадь населённого пункта — 0,7262 км².

## История
В письменных источниках начинает упоминаться с XVI века.
По состоянию на 1905 год, в деревне проживало 386 человек. В административном отношении деревня входила в состав Осовецкой волости Кобринского уезда Гродненской губернии.
Согласно Рижскому мирному договору (1921), Попина вошла в состав межвоенной Польши. Входила в состав гмины Осовце Дрогичинского повета Полесского воеводства. В 1921 году числилось 149 жителей, проживавших в 17 домах. В этническом составе населения того периода белорусы составляли 98,7 %. В конфессиональном составе населения преобладали православные христиане (99,3 %).
С 1939 года в БССР, с 1940 года в составе Попинского сельсовета.

## Население
По данным переписи 2019 года, в деревне проживало 116 человек.
| Год  | Население, человек |
| ---- | ------------------ |
| 1905 | 386                |
| 1921 | ↘ 149              |
| 1960 | ↗ 719              |
| 1970 | ↘ 235              |
| 1995 | ↘ 169              |
| 2005 | ↘ 138              |
| 2009 | ↘ 136              |
| 2019 | ↘ 116              |